# Thames High School
Thames High School é uma escola pública em Thames, Província de Auckland, Nova Zelândia. Fundada em 1880, é a segunda escola secundária mais antiga  da província de Auckland.

## Curriculum
- Drama
- Inglês
- ESOL
- Saúde / Educação Física 
  - Tecnologia de alimentos
- Humanidades
- Línguas 
  - Em todas as fases de Educação, são oferecidos cursos de língua maori, com ênfase no desenvolvimento de confiança na língua maori e de uma valorização da cultura maori e valores. Os alunos podem aprender línguas europeias, e especialmente o francês.
  - Anualmente, dois estudantes participam num programa de troca de oito semanas.

- Matematicas
- Musica
- Ciência

- Tecnologia